# 小口單臂細鮃
小口單臂細鮃（学名：Monolene microstoma）為輻鰭魚綱鰈形目鰈亞目鮃科的其中一種，為熱帶海水魚，分布於東大西洋幾內亞灣至安哥拉海域，棲息深度25-460公尺，體長可達20.1公分，棲息在泥底質底層水域，生活習性不明，可做為食用魚。
其种加词“microstoma”意为“小口的”。